# Кинофестиваль в Луангпхабанге
Кинофестиваль в Луангпхабанге (лаос. ບຸນມະໂຫລານຮູບເງົາ ຫຼວງພະບາງ, англ. Luang Prabang Film Festival (LPFF)) — ежегодный кинофестиваль стран Юго-Восточной Азии, проводимый с 2010 года в Луангпхабанге, Лаос.

## История
Первый Кинофестиваль в Луангпхабанге был проведён с 4 по 11 декабря 2010 года по инициативе основателя и директора фестиваля - 28-летнего гражданина США Габриэля Купермана (Gabriel Kuperman) и при поддержке Департамента кино Министерства информации, культуры и туризма Лаоса.
С тех пор Кинофестиваль в Луангпхабанге проходит ежегодно, в наименее жаркое время - в декабре-месяце. Несмотря на то, что в Луангпхабанге нет ни одного действующего кинотеатра, кинофестиваль развивается благодаря тому, что этот древний исторический город со множеством красивейших достопримечательностей посещает огромное количество иностранных туристов.

### Место проведения
Учитывая то, что в городе нет кинотеатров, показы проходят в местном отеле, на ремесленном рынке, а также в дизайнерской студии и галерее Project Space.

### Бюджет
Ежегодный бюджет фестиваля ограничен 50 тысячами долларов США. Осуществляются мероприятия по привлечению спонсорских пожертвований на развитие фестиваля.

## Программа
Фестиваль заявлен организаторами как некоммерческий благотворительный  проект, направленный на развитие кинематографа в Лаосе и на популяризацию кинематографа стран Юго-Восточной Азии. Посещение всех мероприятий фестиваля для зрителей - бесплатное.
В программе фестиваля принимают участие фильмы следующих категорий:
- Художественные фильмы
- Документальные фильмы
- Короткометражные фильмы

На кинофестиваль представляют свои фильмы следующие страны Юго-Восточной Азии:
- Бруней
- Камбоджа
- Индонезия
- Лаос
- Малайзия
- Мьянма
- Филиппины
- Сингапур
- Таиланд
- Вьетнам

Отбор фильмов для фестиваля производится специальными представителями фестиваля в каждой из стран.
Дополнительно проводятся специальные показы некоторых фильмов по особым категориям.

## Жюри
Жюри отсутствует.

## Призы
Призы за фильмы не присуждаются.
В 2015 году фильму The Cambodian Space Project (Камбоджа) был присуждён «Приз зрительских симпатий».

## Прошедшие

### Первый (2010)
Первый Кинофестиваль в Луангпхабанге проходил с 4 по 11 декабря 2010 года.
Программа:
| Страна    | Представленные фильмы |
| --------- | --- |
| Камбоджа  | About My Father Bombunters |
| Индонезия | At Stake Love for Share The Photograph                                                                                                   |
| Лаос      | Only Love «Сабади Луангпрабанг» / ສະບາຍດີ ຫລວງພະບາງ «Нет ответа из Паксе» / ສະບາຍດີ2 ບໍ່ໄດ້ຮັບຄຳຕອບຈາກປາກເຊ Today is Better than Two Tomorrows |
| Малайзия  | Flower in the Pocket Karaoke Mukhsin Papadom Talentime When the Full Moon Rises                                                          |
| Мьянма    | Shadows of the Past |
| Филиппины | Adela |
| Сингапур  | 18 Grams of Love 881 The Maid |
| Таиланд   | Wonderful Town |
| Вьетнам   | «По течению» / Chơi vơi Little Heart |

### Второй (2011)
Второй Кинофестиваль в Луангпхабанге проходил с 3 по 10 декабря 2011 года.
Программа:
| Страна    | Представленные фильмы                                                              |
| --------- | ---------------------------------------------------------------------------------- |
| Камбоджа  | Facing Genocide Finding Face                                                       |
| Индонезия | 3 Wishes 3 Loves Conspiracy of Silence Hip Hop Diningrat                           |
| Лаос      | At the Horizon «Лаосская свадьба» / ສະບາຍດີ ວັນວິວາ On Safer Ground (Special Preview) |
| Малайзия  | Khurafat World Without Shadow Year Without a Summer                                |
| Мьянма    | Hexagon                                                                            |
| Филиппины | Dagim (Dark Clouds) The Rapture of Fe Senior Year Halaw (Ways of the Sea)          |
| Сингапур  | Gone Shopping Invisible City Old Places                                            |
| Таиланд   | Lumpinee Panya-Renu Queens of Langkasuka Tabunfire Yaem Yasothon                   |
| Вьетнам   | «Бесконечные луга» / Cánh đồng bất tận                                             |

### Третий (2012)
Третий Кинофестиваль в Луангпхабанге проходил С 1 по 5 декабря 2012 года.
Программа:
| Страна    | Представленные фильмы |
| --------- | --- |
| Камбоджа  | Enemies of the People Golden Slumbers Who Killed Chea Vichea?                                                                                             |
| Индонезия | Garuda in my Heart Land Beneath the Fog Postcards from the Zoo                                                                                            |
| Лаос      | Always on My Mind «Бунтан: Потерянный в городе» / ບຸນທັນ "ຄົນດີທີເຂົາລືມ" «Чанг: Драма в глуши» / Chang: A Drama of the Wilderness «Тянтали» / ຈັນທະລີ Hak Aum Lum |
| Малайзия  | Bunohan Help! My Girlfriend is a Vampire! |
| Мьянма    | The Dance of Alchemist |
| Филиппины | Boundary Dance of Two Left Feet Father’s Way Six Degrees of Separation from Lilia Cuntapay                                                                |
| Сингапур  | 24 Hours of Anger Already Famous Breakfast, lunch, and dinner                                                                                             |
| Таиланд   | The Cheer Ambassadors I Carried You Home In April the Following Year, there was a Fire It Gets Better Mindfulness and Murder                              |
| Вьетнам   | Mother’s Soul With or Without Me |

Специальный показ:
| Ретроспектива | «Чанг: Драма в глуши» / Chang: A Drama of the Wilderness |

### Четвёртый (2013)
Четвёртый Кинофестиваль в Луангпхабанге проходил с 7 по 11 декабря 2013 года.
Основная программа:
| Страна    | Представленные фильмы                                                          |
| --------- | ------------------------------------------------------------------------------ |
| Бруней    | What is it About Rina?                                                         |
| Камбоджа  | A River Changes Course Boundary Dancing Across Borders                         |
| Индонезия | Denok & Gareng Lovely Man What They Don't Talk About When They Talk About Love |
| Лаос      | 13:00 Sunday Big Heart Hak Aum Lum I Love Savanh Red Scarf                     |
| Малайзия  | Contradiction The Hidden: Wrath of Azazil Kil                                  |
| Мьянма    | Rising Sun on the Horizon                                                      |
| Филиппины | Mater Dolorosa Thy Womb What isn’t There                                       |
| Сингапур  | Ah Boys To Men                                                                 |
| Таиланд   | Grean Fictions Headshot Home Karaoke Girl P-047 Tang Wong                      |
| Вьетнам   | Here... or There? «Запах горящей травы» / Mùi cỏ cháy                          |

Дополнительная программа:
- Документальные фильмы
- Короткометражные фильмы

### Пятый (2014)
Пятый Кинофестиваль в Луангпхабанге проходил с 6 по 10 декабря 2014 года.
Основная программа:
| Страна    | Представленные фильмы |
| --------- | --- |
| Камбоджа  | 3.50 The Missing Picture |
| Индонезия | Aroma of Heaven Jalanan The Jungle School The Mangoes We Are Moluccans                                                                       |
| Лаос      | My Teacher Really Love Tuk Tuk Vientiane in Love                                                                                             |
| Малайзия  | The Boatbuilders of Mermaid Island |
| Мьянма    | Return to Burma |
| Филиппины | Catnip Iskalawags The Patriarch Shift |
| Сингапур  | ILO ILO Sayang Disayang When the Rooster Crows                                                                                               |
| Таиланд   | By the River Concrete Clouds Mary is Happy, Mary is Happy «Пи Мак из Фра Ханонга» / Pee Mak Phrakanong The Songs of Rice The Teacher’s Diary |
| Вьетнам   | Madam Phung’s Last Journey «Идол» / Thần Tượng                                                                                               |

Дополнительная программа:
- Короткометражные фильмы

### Шестой (2015)
Шестой Кинофестиваль в Луангпхабанге проходил с 5 по 9 декабря 2015 года.
Основная программа:
| Страна    | Представленные фильмы                                                                                                  |
| --------- | --- |
| Камбоджа  | The Cambodian Space Project Gems on the Run Hanuman The Last Reel Still I Strive                                       |
| Индонезия | The Act of Killing The Look of Silence Siti                                                                            |
| Лаос      | Above it All Dearest Sister I Love You! My Teacher Really Love2                                                        |
| Малайзия  | Men Who Saved the World The Second Life of Thieves                                                                     |
| Мьянма    | The Monk |
| Филиппины | Crocodile Mariquina The Search for Weng Weng That Thing Called Meant-To-Be                                             |
| Сингапур  | Ms J Contemplates her Choice Slam!                                                                                     |
| Таиланд   | Chiang Khan Story I Fine, Thank You, Love You The Last Executioner Pu Bao Tai Ban – Isaan Indy Somboon Village of Hope |
| Вьетнам   | Dandelion «На взмахе крыльев» / Đập cánh giữa không trung                                                              |

Дополнительная программа:
- Короткометражные фильмы

#### Приз зрительских симпатий - 2015
Фильму The Cambodian Space Project (Камбоджа) был присуждён «Приз зрительских симпатий».